# Liste der uruguayischen Botschafter in Kuba
Die Liste der Botschafter Uruguays in Kuba stellt einen Überblick über die Leiter der uruguayischen diplomatischen Vertretung in Kuba seit dem 21. September 1906 bis heute dar.
| Name                        | Ernennung          | Aufnahme der Amtsgeschäfte / Besonderheiten | Amtsende         |
| --------------------------- | ------------------ | ------------------------------------------- | ---------------- |
| Luis Melián Lafinur         | 21. September 1906 |                                             |                  |
| Carlos María de Pena        | 17. Februar 1911   |                                             |                  |
| Rafael J. Fosalba           | 9. Juni 1911       |                                             |                  |
| Luis Benvenuto              | 8. Juli 1921       |                                             |                  |
| Pedro Erasmo Callorda       | 26. Februar 1923   |                                             |                  |
| Virgilio Sampognaro         | 19. August 1927    |                                             |                  |
| Benjamín Fernández y Medina | 27. Juni 1930      |                                             |                  |
| Mateo Marques Castro        | 14. Juni 1933      |                                             | 19. Mai 1939     |
| Roberto Mac Eachen          | 10. November 1939  |                                             |                  |
| Nelson García Serrato       | 5. März 1945       |                                             |                  |
| Rivera Travieso             | 14. August 1948    |                                             |                  |
| Rivera Travieso             | 25. Juni 1953      |                                             |                  |
| Julio Casas Araújo          | 13. Dezember 1956  |                                             | 20. Oktober 1959 |
| Carlos Hounie Fleurquin     | 4. Juli 1961       |                                             |                  |
| Yamandú Laguarda            | 8. Februar 1962    |                                             |                  |
| Zuleik Ayala Cabeda         | 16. Mai 1963       |                                             |                  |
| Juan Carlos Nadal Jaume     | 16. April 1964     |                                             |                  |
| Bernardo Piñeyrúa           | 17. Dezember 1985  |                                             | 17. April 1990   |
| Alberto Voss Rubio          | 13. November 1990  | 16. Januar 1991                             |                  |
| Alejandro Barros            | 15. Februar 1996   | 20. März 1996                               | 21. August 1998  |
| Enrique Estrázulas          | 24. November 1998  | 24. Dezember 1998                           | 9. Mai 2002      |
| Jorge Mazzarovich           | 13. Mai 2005       | 29. Juni 2005                               | 22. Juni 2009    |
| Ariel Bergamino             | 22. Juni 2009      |                                             |                  |

Quelle: 